# Маколово
Ма́колово — село в Чамзинском районе Республики Мордовия. Входит в состав Отрадненского сельского поселения.

## География
Село расположено на реке Сухая Аморда.

## История
К концу XIX века Маколово являлось центром одноимённой волости (более 120 хозяйств) Ардатовского уезда и вторым крупным торговым населённым пунктом после села Апраксина. Основным занятием населения было обслуживание базаров. Отдельные жители имели предприятия по производству хлебобулочных, кондитерских изделий, столярные мастерские, где производили оконные и дверные блоки, детские игрушки и др. В селе функционировали начальная школа, отделение связи; была широко развита сбытовая кооперация, из кустарных ремёсел — валяльное производство, швейное дело. 
Религия
В 1830 году на средства прихожан в Маколове была построена деревянная трёхпрестольная церковь, главный престол — во имя Святителя и Чудотворца Николая, в приделах — во имя Святой Мученицы Параскевы и в честь  Казанской иконы Божией Матери).

В настоящее время в селе находится архиерейское подворье храма Казанской иконы Божией Матери. 

## Население
| 2002 | 2010 |
| ---- | ---- |
| 88   | ↘69  |

Согласно результатам переписи 2002 года в этнической структуре населения села русские составляли 84% из 88 человек.

## Источник
- Сырескин А.И., Щемерова Н.Н. Кульмино // Мордовия : Энциклопедия : в 2 т. / гл. ред. А. И. Сухарев. — Саранск : Мордовское книжное издательство, 2003. — Т. 1 (А—М). — С. 467. — 576 с. — ISBN 5-7595-1543-8.